# Ozero Kattja
Ozero Kattja (ryska: Озеро Катча) är en korvsjö i Belarus.   Den ligger i voblasten Homels voblast, i den östra delen av landet, 300 km sydost om huvudstaden Minsk. Ozero Kattja ligger 120 meter över havet.
I omgivningarna runt Ozero Kattja växer i huvudsak blandskog. Runt Ozero Kattja är det tätbefolkat, med 257 invånare per kvadratkilometer.